# Gaudi (Eric Woolfson)
Gaudì è un album di Eric Woolfson dedicato ad Antoni Gaudí, uscito nel 1996 e ripubblicato nel 2005. È tratto dal musical dedicato all'architetto catalano Gaudi. Il musical è basato anche sulle canzoni dell'album Gaudi (1987) degli Alan Parsons Project di cui Eric Woolfson era membro fondatore.

## Tracce
1. What Are You Going to Do Now? – 5:42
2. Money Talks – 5:57
3. Closer to Heaven – 4:40
4. Standing on Higher Ground – 3:48
5. Tango Guell – 3:37
6. Parca Guell – 5:54
7. Puppet Master – 6:14
8. Inside Looking Out – 4:26
9. Work Song – 2:55
10. Too Late – 5:19
11. Forbidden Fruit – 6:52
12. Lonely Song (Love Can Be Lonely Too) – 6:19
13. La Sagrada Familia – 8:19